# Кирхшлагер, Ангелика
Ангелика Кирхшлагер (нем. Angelika Kirchschlager, род. 24 ноября 1965, Зальцбург) — австрийская оперная и концертная певица (меццо-сопрано).

## Биография
Изучала ударные и фортепиано в зальцбургском Моцартеуме. В 1984 поступила в Венскую академию музыки. Начала оперную карьеру в Венской камерной опере и оперном театре Граца. Её дебют состоялся в 1993 в Граце, она исполнила партию Октавиана в Кавалере розы. В том же году была принята в Венскую государственную оперу, где спела Керубино в Свадьбе Фигаро. Выступала в Баварской государственной опере, Немецкой опере в Берлине, миланском театре Ла Скала, Метрополитен-опере, парижской Опере Бастилия, лондонском Ковент-Гардене, в Вашингтонской национальной опере, на сценах Японии и других стран мира. Регулярно выступает на вокальном фестивале Шубертиада в Форарльберге.
Была приглашенным профессором в Моцартеуме (2007—2009). Живёт c сыном в Вене.

## Репертуар
- Гендель Юлий Цезарь (Сест), Ариодант (заглавная партия)
- Моцарт Милосердие Тита (Анний), Дон Жуан (Церлина), Идоменей (Идамант), Так поступают все (Дорабелла)
- Мендельсон Сон в летнюю ночь
- Бизе Кармен (заглавная партия)
- Оффенбах Сказки Гофмана (Никлаусс, Муза)
- Пуччини Джанни Скикки (Лауретта)
- Иоганн Штраус Летучая мышь (князь Орловский)
- Легар Весёлая вдова (Валансьенна)
- Рихард Штраус Ариадна на Наксосе (композитор), Каприччо (Клерон)
- Ханс Пфицнер Палестрина (Силла)
- Энгельберт Хумпердинк Гензель и Гретель (Гензель)
- Дебюсси Пеллеас и Мелисанда (Мелисанда)
- Бриттен Поругание Лукреции (заглавная партия)
- Курт Вайль Семь смертных грехов, Возвышение и падение города Махагонни (Дженни)
- Николас Мау Выбор Софи (заглавная партия)

Также исполняла кантаты Баха, Реквием Моцарта, песни Шуберта, Шумана, Листа, Дворжака, Брамса, Малера, Хуго Вольфа, Рихарда Штрауса, Йозефа Маркса, Равеля, Корнгольда.

## Творческое сотрудничество
Работала с такими дирижёрами, как Джон Элиот Гардинер, Николаус Арнонкур, Кристофер Хогвуд, Андре Превен, Колин Дэвис, Рене Якобс, Сэйдзи Одзава, Рикардо Мути, Джеймс Ливайн, Курт Мазур, Кент Нагано, Саймон Реттл, Клаудио Аббадо, Курт Зандерлинг, Бертран де Бийи, Жереми Рорер и др.
В выступлениях ей часто аккомпанируют Роджер Виньоль, Грэм Джонсон, Хельмут Дойч, Малькольм Мартино. Выступала в ансамблях с Фелисити Лотт, Барбарой Бонней, Вероникой Жан, Патрицией Чофи, Юрием Башметом, Джошуа Беллом, Саймоном Кинлисайдом.

## Признание
- Премия Грэмми (2004) в номинации «Лучшая запись оперы» — за «Свадьбу Фигаро» Моцарта[1]
- Премия ECHO Klassik[2]:
  - в номинации «Запись песни года» (2005) — за First Encounter[3] (совместно с Barbara Bonney)
  - в номинации «Запись песни года» (2010) — за «Песни» Р. Шумана
- Каммерзенгерин Венской государственной оперы (2007)
- Почётный член Королевской академии музыки в Лондоне (2009).